# Hagen am Teutoburger Wald
Hagen am Teutoburger Wald, Hagen a.T.W. – gmina samodzielna (niem. Einheitsgemeinde) w Niemczech, w kraju związkowym Dolna Saksonia, w powiecie Osnabrück, w zachodniej części lasu Teutoburskiego.

## Współpraca
Miejscowości partnerskie:
- Barczewo, Polska
- Wustrow, Meklemburgia-Pomorze Przednie